# شاه دهر
شاه دهر (انگلیسی: Shah Dhar) یکی از قله‌های رشته‌کوه هندوکش است. ارتفاع آن ۷۰۳۸ متر (۲۳۰۹۱ پا) است و در مرز بین‌المللی میان افغانستان و پاکستان جای دارد. شاه دهر در فاصله ۳۳۷ کیلومتری اسلام‌آباد جای دارد.